# Homolobus infumator
Homolobus infumator är en stekelart som först beskrevs av Lyle 1914.  Homolobus infumator ingår i släktet Homolobus och familjen bracksteklar. Arten är reproducerande i Sverige. Inga underarter finns listade i Catalogue of Life.